# Guillermo Subiabre
Guillermo „El Chato” Subiabre Astorga (ur. 25 lutego 1903 w Río Negro, zm. 11 lipca 1964 w Santiago) – chilijski piłkarz grający na pozycji napastnika.

## Życiorys
Słynący z potężnych strzałów Subiabre podczas kariery zawodniczej reprezentował barwy takich klubów, jak Liverpool Wanderers, dwukrotnie CSD Colo-Colo oraz Santiago Wanderers. Był bohaterem reprezentacji Chile podczas mistrzostw świata 1930, na których strzelił cztery gole w trzech spotkaniach.
Zmarły w roku 1964 „El Chato” został pochowany w specjalnym mauzoleum dla dawnych gwiazd Colo-Colo obok tak znanych byłych graczy, jak Jorge Robledo, Francisco Arellano czy Guillermo Saavedra. Z dawnych gwiazd klubu jedynie David Arellano został pochowany w Hiszpanii.
W roku 1927 Subiabre wraz z kolegami z Colo-Colo był na tournée w Europie. Stał się wówczas jednym z niewielu graczy, którym dane było pokonać legendarnego Ricardo Zamorę.

## Kariera reprezentacyjna
Guillermo Subiabre grał w reprezentacji Chile podczas kilku ważnych turniejów. Na Copa América 1926 strzelił dwie bramki. Grał w jedynym meczu Chilijczyków na Igrzyskach Olimpijskich 1928 w Amsterdamie, w którym bramki nie zdobył. Prawdziwym popisem jego umiejętności były jednak Mistrzostwa Świata 1930, w których strzelił cztery gole w trzech występach. Ogółem dla kadry narodowej rozegrał 14 meczów i zdobył 10 bramek.